# Перс (сын Персея)
Перс (др.-греч. Πέρσης) — персонаж древнегреческой мифологии. Старший сын Персея и Андромеды, которого отец оставил у Кефея. От его сына Ахемена пошёл род персидских царей — Ахеменидов.